# Pratyusha Banerjee
Pratyusha Banerjee (Jamshedpur, 10 de agosto de 1991-Bombay, 1 de abril de 2016) fue una actriz de televisión india. Participó en espectáculos televisivos y ganó el Premio de Pétalo Dorado, entre otros. Además de espectáculos televisivos, Banerjee apareció en numerosas telerrealidades.
La primera vez que Banerjee obtuvo reconocimiento fue en el espectáculo televisivo Balika Vadhu. Fue en su primer rol principal en la serie televisiva donde ella obtuvo el reconocido apodo de "Anaandi". Ella ha participado en Jhalak Dikhhla Jaa (temporada 5), El Gran Jefe 7 (Bigg Boss 7) y Par de Poder (Power Couple).

## Inicios
Banerjee nació en Jamshedpur, ciudad de Jharkhand (entonces Bihar). Sus padres fueron Shankar y Soma Banerjee. En 2010, ella partió de Jamshedpur para trabajar en Bombay.

## Carrera
Firmó un contrato para el rol principal, en 2010, de la serie televisiva india Balika Vadhu como una adulta Anandi, reemplazando a Avika Gor. Según la actriz, fue elegida mediante una búsqueda de talentos, superando a los participantes Nivedita Tiwari, de Lucknow, y Ketaki Chitale, de Bombay. Siguiendo el éxito del espectáculo, Banerjee participó en Jhalak Dikhhla Jaa (temporada 5). Posteriormente declaró que no estaba cómoda durante los ensayos de baile y que abandonó el espectáculo debido a eso. Ya había participado en la séptima temporada del espectáculo "El Gran Jefe" (Bigg Boss). También había aparecido en la telerrealidad Par de Poder (Power Couple), junto con su compañero, Rahul Raj Singh. Banerjee también ha tenido roles en Hum Hain Na, Sasural Simar Ka y Gulmohar Grand.

## Vida privada
Se rumoreó que era pareja del productor Vikas Gupta en abril de 2015. Sin embargo, en agosto de 2015, se informó que Banerjee estaba en pareja con el actor y productor Rahul Raj Singh después de su segunda ruptura con el hombre de negocios Makrand Malhotra.

## Fallecimiento
El 1 de abril de 2016 a los 24 años, Banerjee fue encontrada ahorcada en su apartamento de Bombay y se sospecha que se había suicidado. Se había comunicado que ella estaba experimentando dificultades en su relación con Rahul Raj Singh y que ella lo había acusado a él de infidelidad.

## Televisión
| Año       | Título                   | Rol                                | Canal                         |
| --------- | ------------------------ | ---------------------------------- | ----------------------------- |
| 2010–13   | Balika Vadhu             | Anandi Shivraj Shekhar             | Colors TV                     |
| 2011      | Campeón de cocina 4      | Participante Anandi                | Colors TV                     |
| 2012      | Jhalak Dikhhla Jaa 5     | Participante                       | Colors TV                     |
| 2013      | Bigg Boss 7              | Participante (expulsada el día 63) | Colors TV                     |
| 2014–2015 | Hum Hain Na              | Sagarika Mishra                    | Sony Entertainment Television |
| 2015      | Itna Karo Na Mujhe Pyaar | Ella/Cameo                         | Sony Entertainment Television |
| 2015      | Gulmohar Grand           | Parinda Pathak                     | Star Plus                     |
| 2015      | Clases de comedia        | Balika Sidhu (rol cómico)          | Life OK                       |
| 2015      | Sasural Simar Ka         | Mohini                             | Colors TV                     |
| 2015      | Kumkum Bhagya            | Ella misma                         | Zee Tv                        |
| 2015      | Aahat                    | Ella misma                         | Sony Entertainment Television |
| 2015      | Par de poder             | Ella misma                         | Sony Entertainment Television |